# Dmitri Volkogonov
Dmitri Antonovitch Volkogonov (Дмитрий Антонович Волкогонов), né le 22 mars 1928 à Tchita en Sibérie (URSS) et mort le 6 décembre 1995 à Krasnogorsk, est un général et historien soviétique et russe.
Il jouit d'une réputation internationale après ses travaux critiques sur l'histoire de l'Union soviétique. Il est considéré comme l'un des historiens les plus éminents de l'Union soviétique et de la Russie pour ses travaux concernant l'époque stalinienne. 

## Biographie

### Famille
Dmitri Volkogonov descend d'une famille de paysans de Sibérie. Son père était directeur de kolkhoze et sa mère, après des études universitaires et le banissement de la famille, est devenue directrice d'école à Agoul. Son père a été emprisonné pendant les Grandes Purges staliniennes en 1937 et fusillé, parce que l'on avait découvert chez lui une brochure sur Boukharine. La famille est en conséquence exilée à Agoul, dans l'oblast de Krasnoïarsk. Sa mère meurt en 1947, alors que Dmitri Volkogonov est encore jeune. Deux de ses oncles - simples paysans - meurent dans des camps à cause de déclarations négligentes.

### Carrière militaire, écrits politiques et historiques
Volkogonov entre en 1949 dans l'Armée rouge . À l'issue d'une formation de trois ans pour devenir lieutenant de char en juillet 1952, il apprend d'un camarade qui doit l'espionner qu'il est considéré comme un « ennemi de l'État » et qu'il continuera à affronter persécution.
Il montre des aptitudes pour l'histoire et l'organisation militaires et, en 1961, il commence des études à l'Académie militaro-politique Lénine de Moscou. Il y est ensuite professeur de philosophie jusqu'en 1970. De 1950 à 1990, il est membre du PCUS.
Même à la mort de Staline en mars 1953, alors qu'il est jeune lieutenant, il est encore un stalinien convaincu, estimant que Staline n'était pas responsable de la mort de son père et d'autres parents et du bannissement de sa famille. Mais dès le milieu des années 1950, il accède aux journaux du parti des années 1920 et constate la suppression du débat politique par rapport à l'époque. Il est renforcé par le discours secret de Khrouchtchev du XXe congrès en 1956. Dès lors, il rassemble du matériel pour sa biographie de Staline. 
Comme de nombreux hauts fonctionnaires soviétiques, Volkogonov a mené une double vie. Extérieurement, il s'est élevé de plus en plus haut; intérieurement il a fouillé de plus en plus dans les archives, ce qui l'a conduit à un niveau élevé d'insatisfaction personnelle. Pendant les décennies où Volkogonov dirige le département de la propagande, il s'est rendu en Angola, en Éthiopie, au Proche-Orient et en Afghanistan.
En 1970, il est muté au département de la propagande de l'armée. Avec ses publications à cette époque, il acquiert la réputation justifiée d'un tenant d'une ligne sans compromis.
Il commence ses travaux biographiques sur Staline en 1978, et elle est sur le point d'être achevée après l'entrée en fonction de Mikhaïl Gorbatchev. Elle est publiée dans toute l'URSS en 1990. À ce stade, tous les principes des soixante-dix dernières années étaient remis en question et la plupart des tabous étaient levés. Au début des années 1980, il blâme la lutte pour le pouvoir de Staline vers un développement totalitaire; mais alors qu'il travaillait sur la deuxième partie de la biographie de Staline, il change d'avis et porte un blâme non pas sur Staline seul, mais sur trois facteurs : 
- Lénine pour son communisme autoritaire;
- Staline, pour sa poursuite impitoyable de l'omnipotence et la manipulation des rivalités intra-partis;
- le peuple russe pour son inertie, sa passivité, son penchant pour un leader fort, sa méconnaissance de la démocratie et le manque d'autonomie personnelle.

En 1984-1985, il est chef adjoint de l'état-major de l'armée et à ce titre il est impliqué dans la guerre psychologique contre l'Occident. En 1985, il a eu le choix d'abandonner ses recherches ou son poste au siège politique. Il décide de prendre la direction de l'Institut d'histoire militaire. De 1985 à 1991, il est directeur de l'Institut d'histoire militaire du ministère de la Défense de l'URSS. À ce titre, il a l'occasion d'étudier les archives secrètes du parti et présente donc la première critique complète et documentée du système stalinien. Il se fait baptiser en 1990. Il rassemble en 1990 des documents pour une critique radicale de Lénine qu'il juge responsable de la crise des années 1990.
En juin 1991, l'ébauche d'une nouvelle histoire de la Seconde Guerre mondiale est publiée sous sa direction. Le même mois, il est contraint de démissionner par le ministre de la Défense Dmitri Iassov et de hauts responsables militaires. Cette démission forcée lui laisse pratiquement les mains libres, et il est déjà ouvertement partisan  de Boris Eltsine. Au cours du premier semestre de 1991, on lui diagnostique un cancer du côlon lors d'un examen de routine. 
Alors qu'il se fait opérer, grâce à son éditeur anglais, à Oxford, le putsch contre Gorbatchev intervient en août 1991. Il avait déjà reçu des menaces du ministre de la Défense Iassov et il prend un grand risque personnel lorsque, via la BBC, il appelle l'armée soviétique à défier les ordres illégaux des conspirateurs et envoie un fax au président du Parlement, rejetant le coup d'État. Il rentre en septembre 1991 à Moscou et devient conseiller de l'ombre de Boris Eltsine pour les questions de défense.
Sa tâche principale est de supprimer le département politique au sein de l'armée, puisque l'endoctrinement politique n'est plus nécessaire. Il conseille aux officiers concernés de travailler comme conseillers politiques. À cette époque, il devient directeur général des Archives russes.
De l'été 1991 à la fin de 1993, il est également chef de la Commission pour la publication des documents de l'État et du parti. Soixante-dix-huit millions de fichiers ont été rendus accessibles pendant son mandat, mais certains historiens russes l'accusent d'avoir monopolisé des archives pour son usage privé. Sa biographie de Trotsky paraît en Russie en 1992.
En 1993, il devient membre de la Douma d'État. Il est attaqué par les démocrates lorsqu'Eltsine a mis fin violemment à un soulèvement en octobre 1993 lors d'une confrontation avec le parlement. Le général Volkogonov justifie l'utilisation des armes par le manque de coopération des insurgés, malgré des offres de paix, la menace de guerre civile et le retour au Goulag. Pour lui, l'usage de la force présente un dilemme moral douloureux, puisque l'usage de la force est la base du régime marxiste-léniniste. 
Fin 1994, Volkogonov met en garde contre l'invasion de la Tchétchénie, même si le régime tchétchène était criminel et devait être renversé. Sa biographie de Lénine paraît en 1994 en Russie. Après cela, il travaille sur son dernier ouvrage, Les Sept Dirigeants, qui est parfois considéré comme son œuvre majeure, non seulement en raccourcissant les chapitres sur Lénine et Staline, mais en les mettant à jour. À partir de Brejnev, il est même en contact de travail personnel avec les anciens dirigeants soviétiques.
Volkogonov a parfois été accusé d'opportunisme, mais il est rapidement tombé en disgrâce sous Gorbatchev et était également mal à l'aise sous Eltsine. Le sujet de ses livres est aussi le reflet de son processus personnel de changement d'un marxiste orthodoxe (et même d'un stalinien convaincu) en un démocrate. 
Ses principales thèses historiques sont les suivantes:
- Il est inutile de se venger de l'histoire
- Il est tout aussi inutile de rire de l'histoire
- Cependant, il faut connaître et se souvenir de l'histoire.

Il divise les sept dirigeants communistes en trois groupes :
- Les dictateurs reconnus par le peuple, qui avaient quelque chose de mystérieux, d'irrationnel, de révolutionnaire et étaient donc les seuls reconnus comme de vrais leaders (Vladimir Lénine, Joseph Staline)
- Les bolchéviques-orthodoxes et conservateurs (Brejnev, Tchernenko, Andropov, ce dernier avec restrictions)
- Les réformistes (Nikita Khrouchtchev, Mikhaïl Gorbatchev). Du point de vue de Volkogonov, Gorbatchev a été le seul chef du parti à appeler à une réflexion sur les questions fondamentales du système soviétique, mais il s'est refusé à le repenser et a voulu à tout prix préserver le système communiste.

Le général Volkogonov avait une frère et une sœur; il était marié et père de deux filles Tatiana (née en 1952) et Olga (née en 1960); cette dernière s'occupe maintenant des archives paternelles et de son héritage historique.
Il meurt d'un cancer du côlon près de Moscou fin 1995 et il est enterré au cimetière de Kountsevo à Moscou.

## Quelques œuvres
Volkogonov a d'abord écrit de nombreux livres sur des questions militaires et, à la fin des années 1980 et 1990, il a écrit plusieurs biographies de révolutionnaires et d'hommes politiques soviétiques qui ont été traduites dans d'autres langues et publiées à l'étranger. 
- Актуальные проблемы советской военно-этической теории (Problèmes actuels de la théorie militaire et éthique soviétique). Moscou: 1972.
- Этика советского офицера. (L'Éthique de l'officier soviétique) Moscou: Воениздат, 1973.
  - Traduction allemande: Ethik für den sowjetischen Offizier. 1975.
- Моральные конфликты и способы их разрешения (Conflits moraux, comment les résoudre). Moscou: Знание, 1974.
- Воинская этика (L'Éthique militaire). Moscou: Воениздат, 1976.
- Идеологическая борьба и коммунистическое воспитание (Le combat idéologique et l'éducation communiste). Moscou: Знание, 1976.
- Беседы о воинской этике (Entretiens sur l'éthique militaire). Moscou:, ДОСААФ, 1977.
- Научно-технический прогресс и развитие личности (Le Progrès scientifique et technique et le développement personnel). Moscou: Знание, 1977.
- О героях и героическом (À propos des héros et de l'héroïsme). Moscou: Знание, 1977.
- Школа героизма и мужества (L'École de l'héroïsme et du courage). Moscou: Воениздат, 1977.
- Милитаристский характер идеологии и политики маоистов (Le Caractère militariste de l'idéologie et de la politique maoïste). Moscou: 1978.
- На страже социалистического Отечества (En défense de la patrie socialiste). Moscou: Знание, 1978.
- Воинская этика. (L'Éthique militaire) Moscou: Знание, 1980.
- Методология идейного воспитания (Méthodologie de l'éducation idéologique). Moscou: Воениздат, 1980.
- Доблести (La Bravoure). Moscou: Молодая гвардия, 1981.
- Маоизм: угроза войны (le Maoïsme: la menace de la guerre) Moscou: 1981.
- Ideologische Erziehung. Fragen der Theorie der ideologischen Erziehungsarbeit in den sowjetischen Streitkräften. 1981.
- Идеология – важнейший фронт классовой борьбы (L'Idéologie: le front le plus important de la lutte des classes) Moscou: Знание, 1982.
- Угроза миру – реальная и мифическая (Menace sur la paix: mythe et réalité). Moscou:, 1982.
  - Traduction en swahili: Uzushi na ukweli kuhusu hatari kwa amani. Moscou: APN, 1982.
- Krieg und Armee. Philosophisch-soziologischer Abriß. Berlin: 1982 (avec A. S. Milowidow et S. A. Tjuschkewitsch).
- Борьба идей и воспитание молодежи (Le Combat des idées et l'éducation de la jeunesse). Moscou: 1983.
- Психологическая война. (La Guerre psychologique) Moscou: Воениздат, 1983; 1984.
  - Traduction allemande: Der psychologische Krieg. Die subversiven Handlungen des Imperialismus auf dem Gebiet des gesellschaftlichen Bewußtseins. Berlin: Militärverlag, 1985.
- Вооруженные силы в современном мире. (Les Forces militaires et le monde moderne) Moscou: Знание, 1984.
- Der Mensch im modernen Krieg. Probleme der politisch-moralischen und psychologischen Vorbereitung der sowjetischen Soldaten. Berlin: Militärverlag, 1984. (avec G. W. Sredin et M. P. Korobejnikow).
- Феномен героизма (Le Phénomène de l'héroïsme). Moscou: Политиздат, 1985.
- Мужество и память (Courage et Mémoire). Moscou: Воениздат, 1985.
- Die marxistisch-leninistische Lehre von Krieg und Armee. Berlin: Militärverlag, 1986.
- На страже мира и социализма (En défense de la paix et du socialisme). Moscou: Знание, 1986.
- Оружие истины (Les Armes de la vérité). Moscou: Политиздат, 1987.
- Советский солдат (Le Soldat soviétique). Moscou: Воениздат, 1987.
- Контпропаганда: теория и практика (Contre-propagande: théorie et pratique). 1988 (éd).
- Триумф и трагедия. Политический портрет И. В. Сталина. (Triomphe et Tragédie. Portrait politique de Staline) Moscou: АПН, 1989. Nouvelles éditions Barnaoul: 1990; Kemerovo: 1990; Moscou: Художественная литература, vol. 1 1990, vol. 2 1991.
  - Traduction allemande de Vesna Jovanoska: Stalin. Triumph und Tragödie. Ein politisches Porträt.; Düsseldorf: Claassen, 1989; Berlin: Edition berolina, 2015.
- Сталин (Staline). 2 vol. Moscou: Новости, 1991-1992, rééd. 1996.
- Троцкий. Политический портрет. (Trotsky. Portrait politique) 2 vol. Moscou: Новости, 1992; 1994.
  - Traduction allemande de Vesna Jovanoska: Trotzki. Das Janusgesicht der Revolution. Düsseldorf: Econ, 1992; Berlin: Edition berolina, 2017.
- Ленин. Политический портрет. (Lénine. Portrait politique) 2 vol. Moscou: Новости, 1993-1994.
  - Traduction allemande de Markus Schweisthal, Christian Geisinger, Jana Neik et Christiane Sieg: Lenin. Utopie und Terror. Düsseldorf: Econ, 1994; 1996; Berlin: Edition berolina, 2017.
  - Traduction anglaise de Harold Shukman: Lenin. A New Biography. The Free Press, 1994; HarperCollins, 1996.
- Этюды о времени (Études sur l'époque). Moskau: 1998.
- Семь вождей галерея лидеров СССР. (Les Sept Dirigeants, galerie des leaders de l'URSS) vol. 1: Lénine, Staline et Khrouchtchev; vol. 2: Brejnev, Andropov, Tchernenko et Gorbatchiov. Moscou: Новости, 1995.
  - Traduction allemande d'Udo Rennert: Die Sieben Führer. Aufstieg und Untergang des Sowjetreichs. Frankfurt/M.: Societät, 2001[4].
- 10 вождей. От Ленина до Медведева (Dix dirigeants, de Lénine à Medvedev). Eksmo, 2011 (avec Leonid Mletchkine).

### Traductions en français
- Dimitri Volkogonov, Staline, triomphe et tragédie, 1991, Flammarion
- Dimitri Volkogonov, Le Vrai Lénine d'après les archives secrètes soviétiques, 1995, Robert Laffont

## Publications sur Dmitri Volkogonov
- (de) Vadim Rogovine (Wadim S. Rogowin): Gab es eine Alternative zum Stalinismus?, Mehring 1996,  (ISBN 3-88634-068-6), S. 59f.
- (de) Das Lexikon für Österreich, Bd. 20, Wien u. a. 2006, pp. 237sq.
- (ru) Волкогонов Дмитрий Антонович, in Кто есть кто в России и в ближнем зарубежье, Moscou, éd. Издательский дом «Новое время», «Всё для Вас», 1993, p. 144-145, 783 pages,  (ISBN 5-86564-033-X)

## Documentaires télévisés avec des contributions de Dmitri Volkogonov
- (de) Hartmut Kaminski, Stalin, une série télévisée en quatre épisodes de la Süddeutscher Rundfunk, une version écrite a été publiée.

## Publications, archives de Dmitri Volkogonov
Collections de documents sur divers sujets:
- En tant que directeur de l'Institut d'histoire militaire : anthologie en deux volumes sur les 45 000 officiers arrêtés lors de la Grande Purge des années 1930 dont 15 000 fusillés
- Collection de matériel pour un livre sur la bataille de Stalingrad
- Grand nombre de courtes biographies de personnes qu'il a rencontrées en tant qu'officier de l'armée et civil

Au moins une partie est en cours de préparation pour publication par sa fille.